# 圣母军

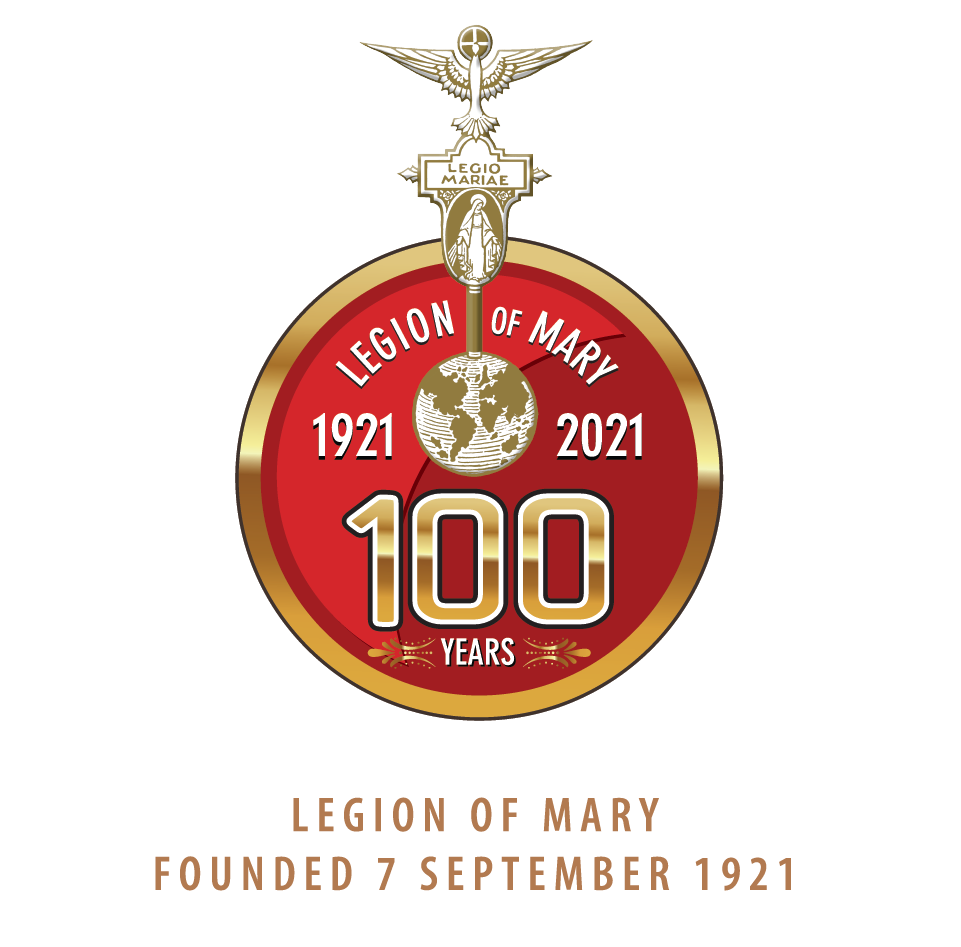
圣母军百年紀念徽章

圣母军（拉丁語：Legio Mariae），又译聖母御侍團，是一个天主教教友团体，创立于1921年9月7日（圣母诞辰的前一天）晚8点钟，爱尔兰都柏林城方济各街的迈拉大厦。创立者是杜輝（Frank Duff）。目前在全世界已经有超过300万的会员。
圣母军强调效法圣母精神：“真誠的謙虛，絕對的服從，天使般溫和，持續的祈禱，時時的刻苦，無瑕的純潔，英勇的忍耐，天上的智慧，自我的犧牲，堅定孝愛天主，尤其效法聖母的信德”
圣母军的组织仿照军队的形式，以忠贞、勇敢、有纪律、耐劳、有效果等著名。

## 歷史
聖母軍是由在1921年9月7日時由法蘭克杜輝 建立於都柏林的，他想藉由建立一個團體來幫助天主教信徒能夠履行自己在受洗時的誓言，以及可以參與一個有組織的教會團體來支持博愛與祈禱。
聖母軍一開始只接受女性成員，直到1929年才有除了創辦人杜輝以外的男性成員加入。一開始這個團體進入各醫院服務，很快的他們開始活躍於各個貧苦的地方。
1928年，杜輝編寫了較有系統的圣母军手冊。而聖母軍也從愛爾蘭發展到歐洲大陸的各國，一開始這個團體並未受到太多的信任，然而隨著教宗庇護十一世在1931年公開對聖母軍表示讚賞，這個不信任才得到消除。
聖母軍的傳播者中知名者有愛爾蘭的聖母軍成員愛德閨。30年代和40年代她在非洲維護聖母軍的活動，甚至在她得了肺結核後也不停止。天主教為了紀念她稱她為可敬者，現在她和杜輝的宣福手續正在進行中。

## 军歌
曲：Totus Tuus Ergo Sum, George Ennis；英譯：William Peffley。
中文版（國語、粵語）：
我的母皇，我的母親，我全屬於你，我全屬於你。我所有的一切，我所有的一切，全屬於你，也都屬於你。
[重唱]我的母皇，我的母親，我全屬於你，我全屬於你。我所有的一切全屬於你，全屬於你也都屬於你。

## 各地聖母軍

### 中國
圣母军组织由爱尔兰传教士莫克勤神父 (Rev. Fr. William Aedan McGrath) 传入中国，他在爱尔兰圣高隆庞外方传教会负责的湖北汉阳教区传教。1948年，教廷驻华公使黎培里将莫克勤和中国神父沈士贤调到上海后，圣母军组织在全国许多地方迅速扩展，成立了许多分团、区团、支团。
1951年10月8日，中国人民解放军上海市军事管制委员会取缔圣母军，各地机构亦先后被取缔。
中國聖母軍有五個支團，分別是 IHM. (Immaculate Heart of Mary)、MOR (Mother of Our Redeemer)、OLF (Our Lady of Fatima)、結約之櫃 (Ark of Covenant)和中華母后 (Queen of China)。

## 外部連結
- 聖母軍在臺灣 https://web.archive.org/web/20151125210923/http://www.catholic.org.tw/shulin/legionmary/
- 香港聖母軍 http://www.legion-of-mary.org.hk/（页面存档备份，存于）
- 聖母軍手冊 (臺灣中文版、香港中文版（页面存档备份，存于）、香港英文版)